# ألفية 3 ق.م
تمتد الألفية الثالثة قبل الميلاد إلى وقت مبكر يمتد إلى العصر البرونزي الأوسط.
انها تمثل فترة من الزمن حيث الإمبريالية أو الرغبة في القهر بدأت بالظهور والنمو على الساحة في ولايات ومدن الشرق الأوسط، وفي جميع أنحاء أوراسيا، مع التوسع الهندو أوروبي إلى الأناضول، وأوروبا وآسيا الوسطى. حضارة مصر القديمة ترتفع إلى ذروتها مع عصر الدولة القديمة. ويقدر أن عدد سكان العالم قد تضاعف في خلال الألفية الجديدة إلى نحو 30 مليون نسمة.

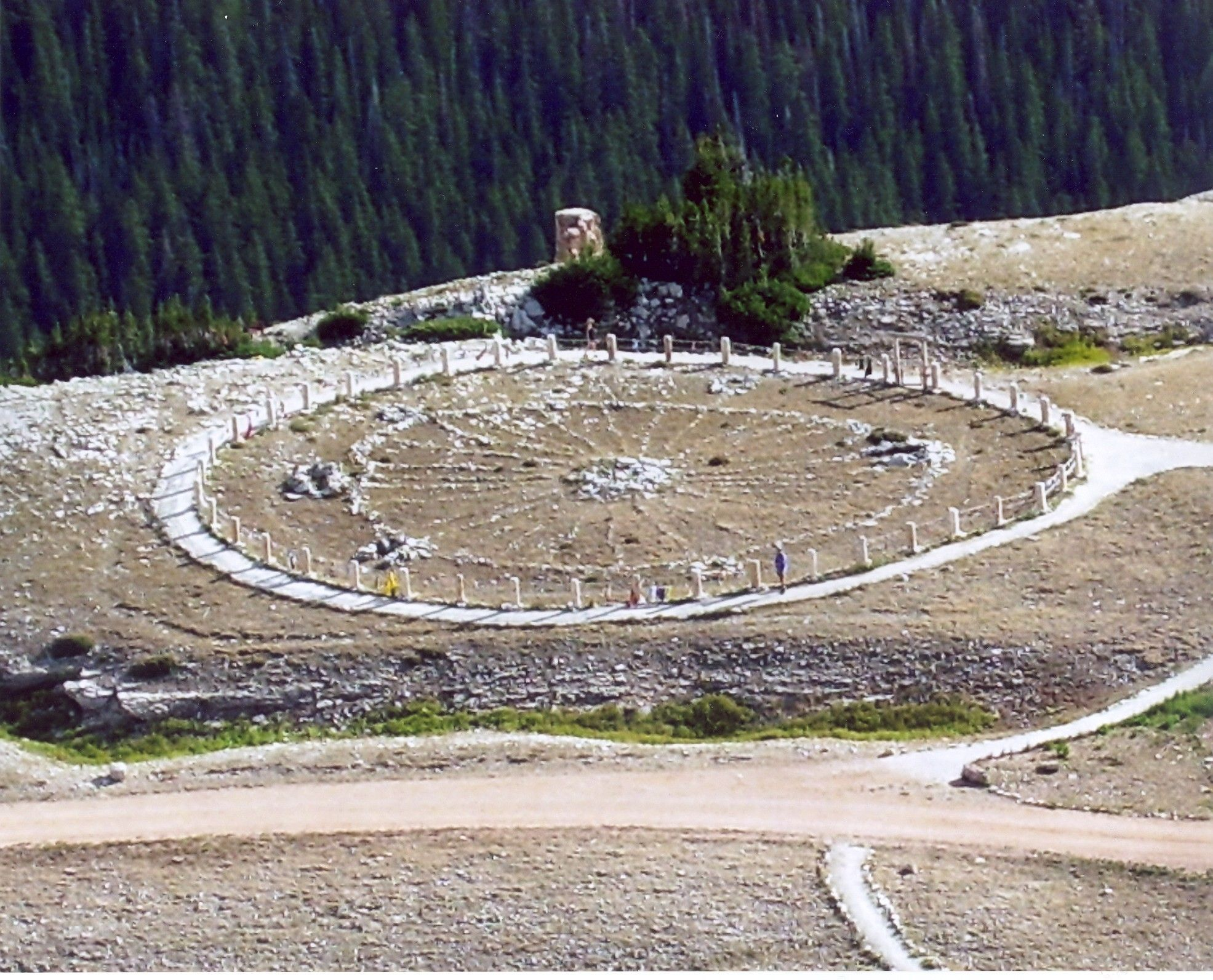
عجلة الدواء الموجودة في الغابة الوطنية بالولايات المتحدة

## أحداث

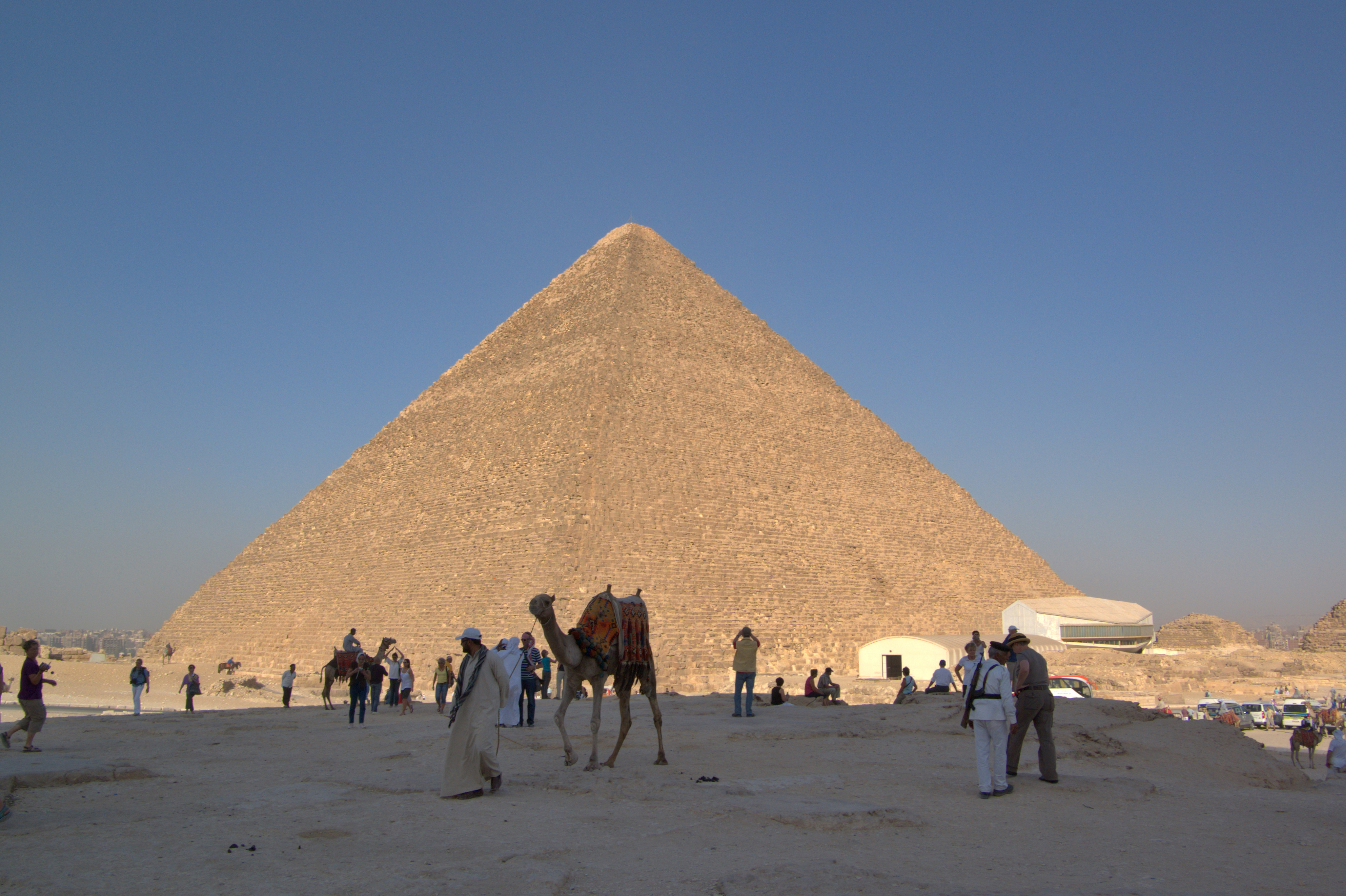
أهرامات الجيزة في مصر

- في عام 3000 قبل الميلاد أول دليل لاستخدام الذهب (في الشرق الأوسط) من هذه الفترة الزمنية.
- في عام 3000 قبل الميلاد—2000 قبل الميلاد تم صنع سفن في الدنمارك. وهم الآن في المتحف الوطني في كوبنهاغن.

## ثقافات

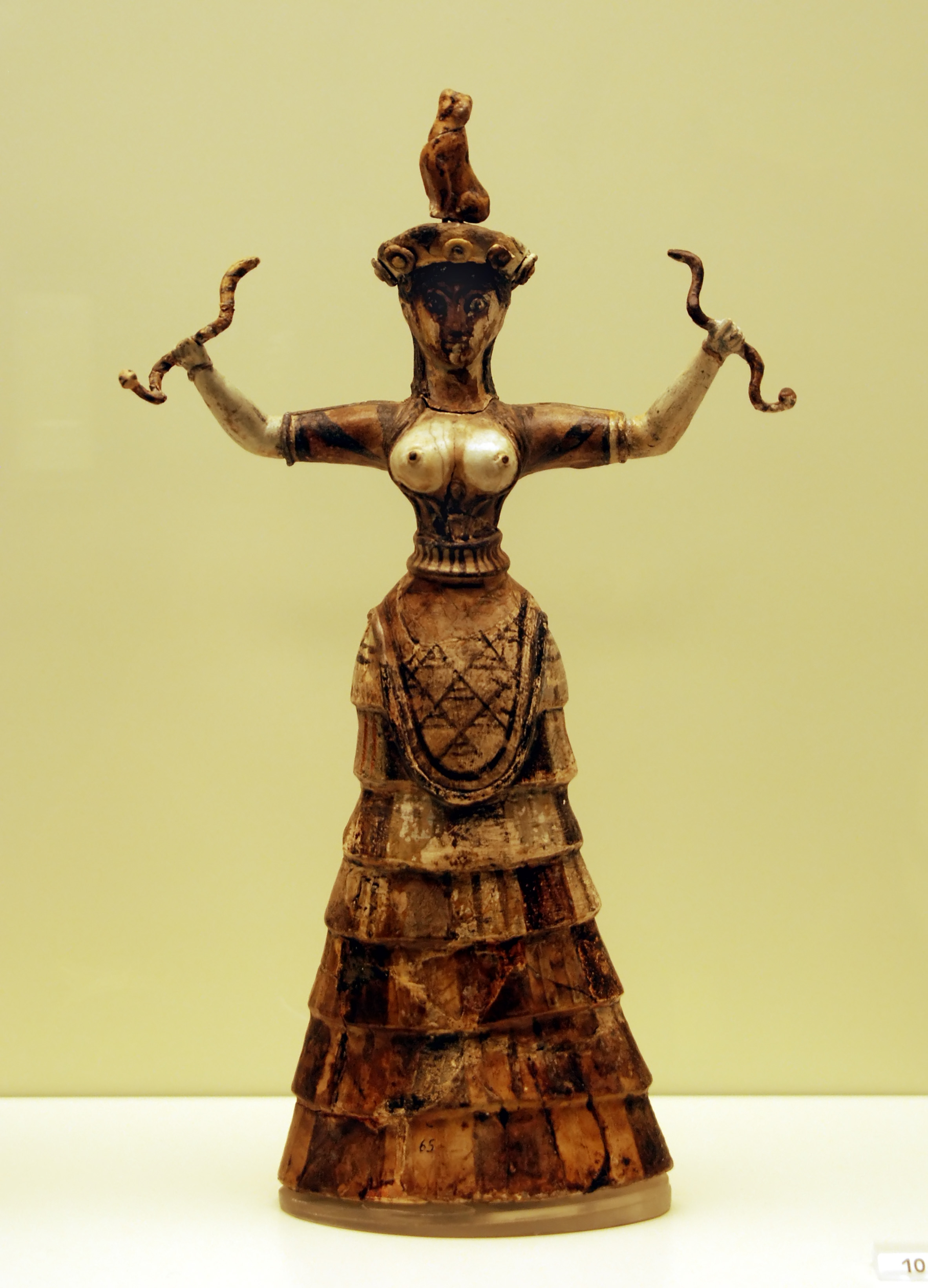
إلهة الأفعى المينوانية

- في عام 3000 قبل الميلاد ثقافة المجموعة النوبية اقتربت من نهايتها.
- بدأت عام 3000 قبل الميلاد، ثقافة السيكلادك في اليونان القديمة.
- ظهرت عام 3000 قبل الميلاد الثقافة المينوسية في جزيرة كريت.
- ظهرت عام 3000 قبل الميلاد مجان وملوخا في سلطنة عمان.

## الاختراعات، الاكتشافات والإنتاجات
- تطور صناعة الفخار في الأمريكتين (30 قرن قبل الميلاد).
- في عام 2900 قبل الميلاد، 2400 قبل الميلاد ؛ اخترع السومريون التسجيل الصوتي (لسانيات).
- بدء استخدام المعادن في عام 2300 قبل الميلاد، في شمال أوروبا.
- بناء الهرم الأكبر من أهرام الجيزة (القرن السادس والعشرين قبل الميلاد).
- بدء استخدام الجمل (الجمل العربي) المستأنس [1][2] (الاستخدام الواسع النطاق ظهر في منتصف إلى أواخر الألفية الثانية قبل الميلاد).

## معالم ثقافية

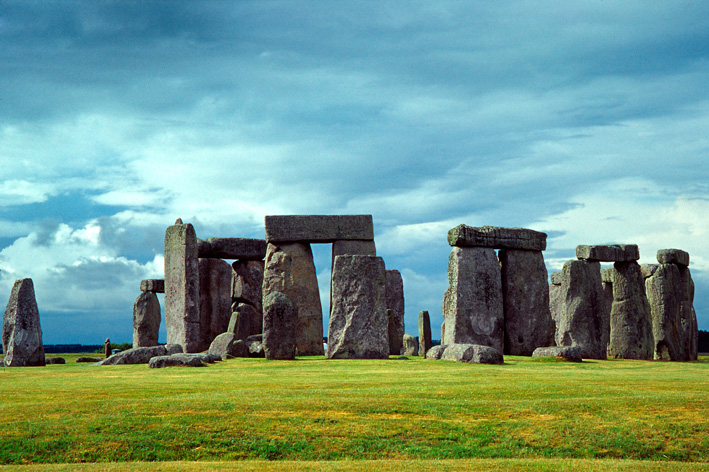
ستونهنج

- في عام 2750 قبل الميلاد إلى 1500 قبل الميلاد تم بناء ستونهنج في سهل سالسيبيري في ويلتشير، إنجلترا.